# Eastpak

Logo de Eastpak

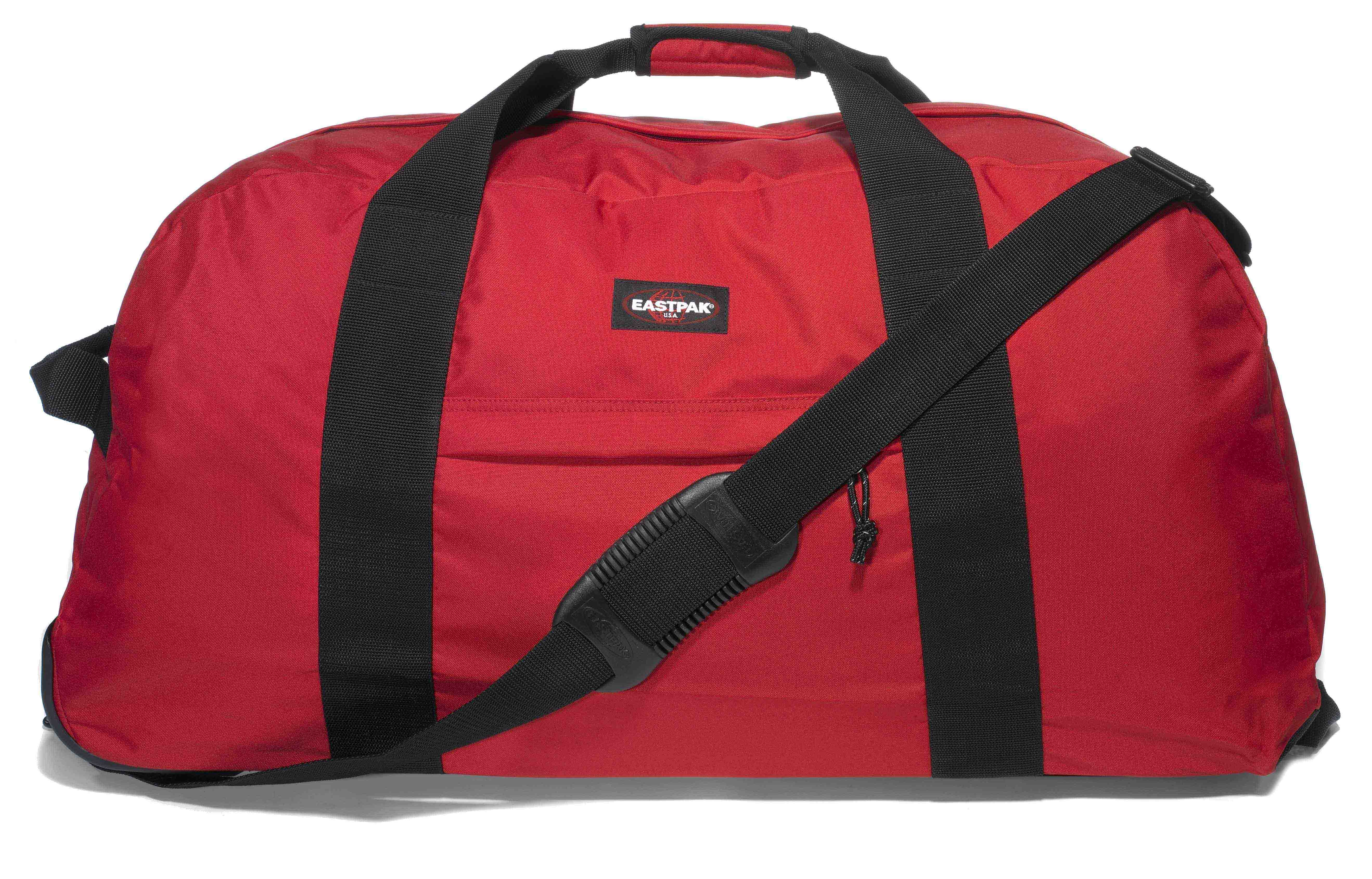
Maleta Warehouse

Eastpak es una marca de maletas y accesorios (estuches, sobre todo) propiedad de VF Corporation, una de las empresas textiles más grandes del mundo.

## Historia
Eastern Canvas Products (su nombre original) fue creada en 1958 por Monte Goldman, quien producía mochilas para las fuerzas armadas. En 1976, convencido por su hijo Mark, comenzó a producirlas para el público en general, bajo el nombre Eastpak. Rápidamente ganó popularidad, especialmente en los institutos y universidades, donde se utilizaban como mochilas de ámbito estudiantil, y alcanzó su mayor popularidad en la década de los 90. Más recientemente, ha diversificado su gama de accesorios, aunque la producción de mochilas sigue siendo lo más destacable.
En el año 2000, fue adquirida por VF Corporation, un gigante que además posee otras marcas de renombre como JanSport, Wrangler, Lee Cooper Jeans y The North Face.
En junio del año 2006, inició la producción de tres nuevos modelos de mochilas creadas por estrellas del rock, como Ozzy Osbourne, Lemmy y Slash. El 10 % de los  beneficios se destinaron a obras de caridad, elegidas por cada uno de los artistas.
En septiembre de 2009, Eastpak produjo mochilas especiales para la serie alemana "Die drei ???", con el clásico logotipo de la marca en la serie. Esta colección fue solo una rifa de una editorial alemana "Kosmos".
Eastpak se ha retirado del mercado americano, y ha dejado el monopolio a manos de la marca JanSport en Estados Unidos.
Su lema es Built to Resist.

## Garantía
Eastpak garantiza sus productos con una garantía estándar de 30 años (bolsas, mochilas y maletas).